# Kanton Thouars-2
Kanton Thouars-2 is een voormalig kanton van het Franse departement Deux-Sèvres. Kanton Thouars-2 maakte deel uit van het arrondissement Bressuire en telde  20.177 inwoners (1999). Het werd opgeheven bij decreet van 18 februari 2014 met uitwerking op 22 maart 2015.

## Gemeenten
Het kanton Thouars-2 omvatte de volgende gemeenten:
- Argenton-l'Église (deels)
- Brion-près-Thouet
- Louzy
- Mauzé-Thouarsais
- Sainte-Radegonde
- Sainte-Verge
- Saint-Martin-de-Sanzay
- Thouars (deels, hoofdplaats)